# Gare de Rolleville
Gare de Rolleville vasútállomás Franciaországban, Rolleville településen.

## Vasútvonalak
Az állomást az alábbi vasútvonalak érintik:
- Havre-Graville–Tourville-les-Ifs-vasútvonal

## Kapcsolódó állomások
A vasútállomáshoz az alábbi állomások vannak a legközelebb:
- Gare d’Épouville